# Jos van Dongen
Jos van Dongen (20 de marzo de 1960) es un expiloto de motociclismo de velocidad neerlandés, que compitió regularmente en el Campeonato Mundial de Motociclismo desde 1981 hasta 1992. Es hijo del gran campeón holandés Cees van Dongen.

## Resultados en el Campeonato del Mundo
Sistema de puntuación de 1988 a 1992:
| Posición | 1.º | 2.º | 3.º | 4.º | 5.º | 6.º | 7.º | 8.º | 9.º | 10.º | 11.º | 12.º | 13.º | 14.º | 15.º |
| Puntos   | 20  | 17  | 15  | 13  | 11  | 10  | 9   | 8   | 7   | 6    | 5    | 4    | 3    | 2    | 1    |

Sistema de puntuación de 1993 en adelante:
| Posición | 1.º | 2.º | 3.º | 4.º | 5.º | 6.º | 7.º | 8.º | 9.º | 10.º | 11.º | 12.º | 13.º | 14.º | 15.º |
| Puntos   | 25  | 20  | 16  | 13  | 11  | 10  | 9   | 8   | 7   | 6    | 5    | 4    | 3    | 2    | 1    |

| Año  | Cat.  | Moto     | 1      | 2      | 3       | 4       | 5       | 6       | 7       | 8       | 9       | 10      | 11      | 12      | 13     | 14      | 15    | Pts. | Pos. |
| ---- | ----- | -------- | ------ | ------ | ------- | ------- | ------- | ------- | ------- | ------- | ------- | ------- | ------- | ------- | ------ | ------- | ----- | ---- | ---- |
| 1981 | 50cc  | Kreidler |        |        | GER 15  | NAT -   |         | ESP -   | YUG -   | NED 8   | BEL 15  | RSM -   |         |         |        | CZE 12  |       | 3    | 20.º |
| 1982 | 50cc  | Bultaco  |        |        |         | ESP 18  | NAT -   | NED 16  |         | YUG 20  |         |         |         |         | RSM 21 | GER 17  |       | 0    | -    |
| 1983 | 50cc  | Kreidler |        | FRA 16 | NAT 9   | GER 12  | ESP -   |         | YUG 10  | NED 10  |         |         |         | SMR Ret |        |         |       | 4    | 20.º |
| 1984 | 80cc  | Kreidler |        | NAT -  | ESP -   | AUT -   | GER -   |         | YUG 16  | NED 16  | BEL 13  |         |         | RSM -   |        |         |       | 0    | -    |
| 1985 | 80cc  | Casal    |        | ESP -  | GER 14  | NAT -   |         | YUG -   | NED 17  |         | FRA 12  |         |         | RSM -   |        |         |       | 0    | -    |
| 1986 | 80cc  | Krauser  | ESP 15 | NAT 14 | GER 22  | AUT Ret | YUG 18  | NED Ret |         |         | GBR 16  |         | RSM 25  | BDW Ret |        |         |       | 0    | -    |
| 1987 | 80cc  | Krauser  |        | ESP -  | GER 19  | NAT 21  | AUT 23  | YUG 17  | NED 20  |         | GBR Ret |         | CZE 17  | RSM -   | POR -  |         |       | 0    | -    |
| 1988 | 80cc  | Casal    |        |        | ESP 11  | EXP 10  | NAT 11  | GER 6   |         | NED 4   |         | YUG 8   |         |         |        | CZE Ret |       | 47   | 8.º  |
| 1988 | 125cc | Honda    |        |        | ESP DNQ |         | NAT DNQ | GER Ret | AUT DNQ | NED 23  | BEL 26  | YUG -   | FRA -   | GBR -   | SWE -  | CZE DNQ |       | 0    | -    |
| 1989 | 80cc  | Casal    |        |        |         | ESP Ret | NAC 15  | ALE Ret |         | YUG 10  | NED 14  |         |         |         |        | CHE 12  |       | 13   | 17.º |
| 1989 | 125cc | Honda    | JAP -  | AUS -  |         | ESP DNQ | NAC DNQ | ALE DNQ | AUT Ret |         | NED DNQ | BEL -   | FRA DNQ | GBR DNQ | SUE -  | CHE DNQ |       | 0    | -    |
| 1990 | 125cc | Honda    | JAP -  |        | ESP 23  | NAC 20  | ALE 23  | AUT -   | YUG 21  | NED DNQ | BEL 23  | FRA DNQ | GBR DNQ | SUE -   | CHE -  | HUN 23  | AUS - | 0    | -    |
| 1991 | 125cc | Honda    | JAP -  | AUS -  |         | ESP 26  | ITA -   | ALE 20  | AUT 28  | EUR -   | NED 17  | FRA 30  | GBR 16  | RSM 28  | CHE 27 | LMA -   | MAL - | 0    | -    |
| 1992 | 125cc | Honda    | JAP -  | AUS -  | MAL -   | SPA -   | ITA -   | EUR -   | ALE -   | NED 22  | HUN -   | FRA -   | GBR -   | BRA -   | RSA -  |         |       | 0    | -    |

| Color     | Resultado                                                               |
| --------- | ----------------------------------------------------------------------- |
| Oro       | Ganador                                                                 |
| Plata     | 2.ª plaza                                                               |
| Bronce    | 3.ª plaza                                                               |
| Verde     | Finalizó en los puntos                                                  |
| Azul      | Finalizó sin puntos                                                     |
| Azul      | NC - No clasificado                                                     |
| Violeta   | Ret - No terminó (Carrera)                                              |
| Rojo      | DNQ - No se clasificó                                                   |
| Negro     | DSQ - Descalificado                                                     |
| Blanco    | DNS - No empezó (carrera)                                               |
| Blanco    | WD - Retirado (fin de semana)                                           |
| Blanco    | C - Carrera cancelada                                                   |
| Sin color | DNP - Inscrito pero no participó                                        |
| Sin color | INJ - Lesionado                                                         |
| Sin color | EX - Excluido                                                           |
| Estado    | Resultado                                                               |
| Negrita   | Pole position                                                           |
| Cursiva   | Vuelta rápida                                                           |
| †         | Abandona, pero clasifica al completar el porcentaje requerido para ello |